# Hyles lineata
Hyles lineata is een vlinder uit de familie van de pijlstaarten (Sphingidae). De wetenschappelijke naam van de soort werd in 1775 gepubliceerd door Johann Christian Fabricius.

## Beschrijving

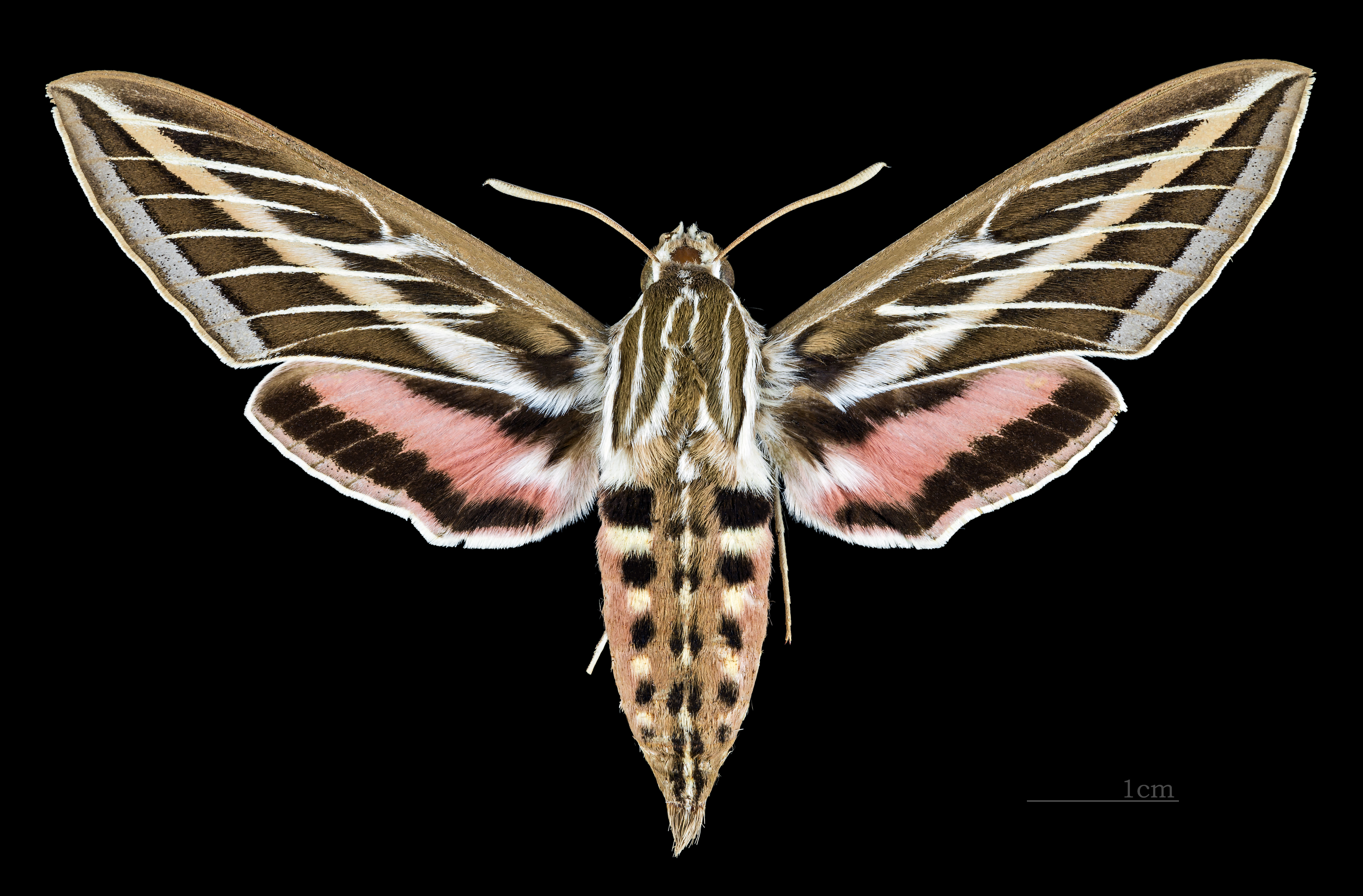
♀
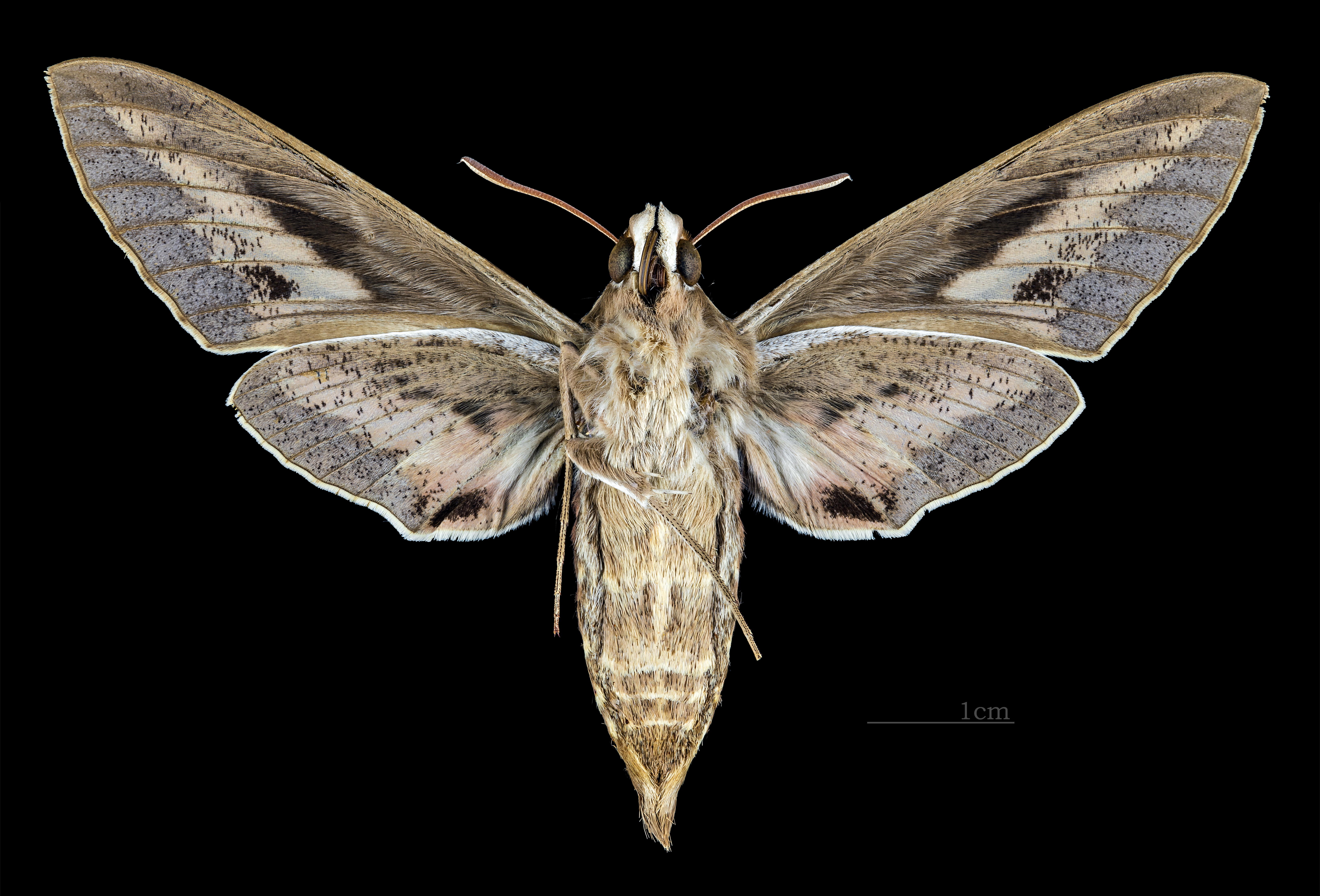
♀ △